# Lygropia aureomarginalis
Lygropia aureomarginalis là một loài bướm đêm trong họ Crambidae.